# Рьока Юдзукі
Рьока Юдзукі (яп. 柚木 涼香; 10 січня 1974, Айті, Японія) — відома японська акторка сейю.

## Біографія
Працює в озвученні таких жанрів, як: комедія, аніме, мультфільм. Усього озвучила більш ніж 92 роботи, 1990-го по 2013-й рік.

## Найкращі озвучення фільмів
- Наруто 9: Шлях ніндзя
- Наруто 6

## Найкращі озвучення серіалів
- Височінь
- Детектив-медіум Якумо
- Серця Пандори
- Наруто: Ураганні хроніки
- Картоловка Сакура
- Чобіти
- Ґенешафт